# Fragmentos, Pt. I
Fragmentos, Pt. I é o terceiro extended play, e primeiro EP visual, da cantora brasileira Wanessa Camargo de forma independente. Foi lançado em 15 de maio de 2020.

## Antecedentes
Wanessa anunciou o lançamento do EP durante uma live no YouTube.

## Sobre
O EP tem como objetivo celebrar os 20 anos de carreira da cantora, e nele ela retorna ao som dos seus primeiros trabalhos, retomando a parceria com o produtor César Lemos presente em seus discos iniciais.

## Lista de faixas
Adaptadas do Apple Music.
| N.º            | Título                                  | Compositor(es)                 | Produtor(es)              | Duração |  |
| 1.             | "Inquebrável" (com part. de María Leon) | Wanessa María Leon Mauro Muñoz | Paulo Jeveaux César Lemos | 3:05    |  |
| 2.             | "Incapaz"                               | Liah Wanessa Zezé Di Camargo   | C. Lemos                  | 2:55    |  |
| 3.             | "Nem Ela, Nem Eu"                       | C. Lemos                       | C. Lemos                  | 3:13    |  |
| Duração total: | Duração total:                          | Duração total:                 | Duração total:            | 9:14    |  |

| N.º            | Título                                     | Compositor(es) | Produtor(es)              | Duração |  |
| 1.             | "Fragmentos, Pt. I – visual" (videoclipes) |                | Paulo Jeveaux César Lemos | 9:13    |  |
| Duração total: | Duração total:                             | Duração total: | Duração total:            | 18:27   |  |